# Robert Crowe
Robert Crowe (* in Escondido) ist ein US-amerikanischer Opernsänger (Countertenor, Sopran).

## Leben
Robert Crowe studierte am Evangelisch-methodistischen Millsaps College, an der Boston University School for the Arts und an der Manhattan School of Music. 1995 gewann er in New York die Metropolitan Opera Competition. Am 21. Mai 2017 wurde er an der Boston University mit einer Arbeit über den Kastraten Giovanni Battista Velluti promoviert. Er lebt in Frankfurt a. M., Deutschland.

## Repertoire
Crowe singt vorwiegend Kastraten-Partien in Opern des Barock und der Vorklassik, u. a. Nerone in L’incoronazione di Poppea von Claudio Monteverdi, Sesto in Giulio Cesare oder die Titelrolle in Rodrigo von Georg Friedrich Händel oder Idamante in Idomeneo von Wolfgang Amadeus Mozart. Bei den Göttinger Händel-Festspielen sang er 2003 in einer Inszenierung von Peer Boysen den Achill in Deidamia, und anlässlich der ersten Wiederaufführung von Giovanni Battista Ferrandinis Opera seria Catone in Utica zum 250. Eröffnungsjubiläum des Münchner Cuvilliés-Theaters unter der Leitung von Christoph Hammer (Neue Hofkapelle München). 2003 verkörperte er den Cesare.
Auch moderne Werke gehören zu seinem Repertoire, z. B. sang er die Titelrolle bei der Uraufführung von Der Kleine Prinz von Nikolaus Schapfl nach der Erzählung von Antoine de Saint-Exupéry sowie den Oberon in A Midsummer Night’s Dream von Benjamin Britten.
Als weitere Komponisten, deren Opernrollen Crowe darbot, seien genannt: Johann Christian Bach, John Eccles, Giovanni Battista Ferrandini, Charles Gounod, Johann Adolph Hasse, Jacques Offenbach, Niccolò Piccinni, Henry Purcell, Alessandro Scarlatti, Barbara Strozzi und Antonio Vivaldi.
Crowe arbeitete mit Dirigenten wie René Jacobs und Ivor Bolton zusammen. Im Konzert- und Oratorienbereich hat er gleichfalls gewirkt.

## Qualifikationen
- 1992 Bachelor of Music, magna cum laude, Millsaps College
- 1994 Master of Music, Boston University School for the Arts
- 1995 Professional Studies Certificate, Manhattan School of Music
- 2017 PhD, Boston University

## Wettbewerbe und Preise
- 1995 National Winner Metropolitan Opera Competition
- 1995 2nd Prize National Opera Competition
- 1995 Manhattan School of Music Most Promising Career in Opera
- 1995 Richard F. Gold Career Development Award
- 1998 Sullivan Foundation Grant

## Tonträger
- Giovanni Ferrandini: Catone in Utica – München: Musikproduktion Dieter Oehms, P 2004.
- Georg Friedrich Händel: The Complete Amen, Alleluia Arias, HWV 269–77 (mit Musik von Church, Croft, Pittoni and Anon). Ensemble Il Furioso (Victor Coelho, David Dolata and Juvenal Correa-Salas) 2016 Toccata Classics of London (TOCC 0337).
- Johann Christian Bach: Alessandro nell’Indie – Aufführung im Schlosstheater Neues Palais in Potsdam. Akademie für Alte Musik Berlin, Leitung: Andreas Spering. Sänger: John Bowen (Alessandro), Olga Pasitschnyk (Cleofide), Johanna Stoijkovic (Erissena), Robert Crowe (Poro), Jan Kobow (Timagene), Oleg Ryabets (Gandarte). Ein Mitschnitt wurde unter anderem am 22. August 2000 auf BR 4 im Radio gesendet.[3]